# Gaiteros del Zulia
I Gaiteros del Zulia sono una società cestistica avente sede a Maracaibo, in Venezuela. Fondati nel 1983 giocano nel campionato venezuelano.
Disputano le partite interne nel Gimnasio Pedro Elías Belisario Aponte, che ha una capacità di 5.000 spettatori.

## Palmarès
- Campionati venezuelani: 4

1984, 1985, 1996, 2001